# Naranjito (kommun)
Naranjito är en kommun i Honduras.   Den ligger i departementet Departamento de Santa Bárbara, i den västra delen av landet, 180 km nordväst om huvudstaden Tegucigalpa. Antalet invånare är 10 204.